# Grosne
Grosne – miejscowość i gmina we Francji, w regionie Burgundia-Franche-Comté, w departamencie Territoire de Belfort.
Według danych na rok 1990 gminę zamieszkiwało 239 osób, a gęstość zaludnienia wynosiła 65 osób/km² (wśród 1786 gmin Franche-Comté Grosne plasuje się na 508. miejscu pod względem liczby ludności, natomiast pod względem powierzchni na miejscu 910.).